# Robot IRC

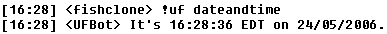
Capture d'écran d'un robot IRC répondant à une commande d'un utilisateur humain IRC.

Un robot IRC est un ensemble de scripts ou un programme indépendant permettant d'utiliser les fonctions du protocole IRC de manière automatisée.
De manière générale, un robot IRC est mis en place comme un programme à part, à partir d'un hôte stable. Il est généralement présent sur un salon IRC pour le garder et empêcher le takeover du canal. En raison de la nature du protocole IRC, un robot apparaît comme un utilisateur normal. Il peut être configuré pour donner le statut d'opérateur de salon. Certains robots IRC ont des commandes permettant de faire certaines actions sur un canal ou encore enregistre des journaux. Les bots IRC se connectent généralement sur le réseau grâce aux sockets.